# Magne Hoseth
Magne Hoseth, né le 13 octobre 1980 à Averøy (Norvège), est un footballeur norvégien, qui évolue au poste de Milieu de terrain en équipe de Norvège reconverti entraîneur.
Hoseth a marqué un but lors de ses vingt-deux sélections avec l'équipe de Norvège depuis 2001.

## Sélection
- Norvège : 22 sélections / 1 but
- Première sélection le 25 avril 2001 : Norvège - Bulgarie (2-1)
- Unique but le 25 janvier 2004 : Honduras - Norvège (1-3)

## Palmarès

### Avec Molde FK
- Vainqueur du Championnat de Norvège en 2011 et 2012
- Vice-Champion du Championnat de Norvège de football en 1998, 1999, 2002 et 2009.
- Finaliste de la Coupe de Norvège de football en 2009.

### Avec le FC Copenhague
- Vice-Champion du Championnat du Danemark de football en 2005.
- Finaliste de la Coupe de la Ligue danoise de football en 2005.

### Avec Vålerenga
- Champion du Championnat de Norvège de football en 2005.